# Комова, Виктория Александровна
Виктория Александровна Комова (род. 30 января 1995 года, Воронеж) — российская гимнастка. Заслуженный мастер спорта России.
Двукратный серебряный призёр Олимпийских игр 2012 года в Лондоне в командном первенстве и многоборье. Двукратная чемпионка мира (2011 и 2015 годов) и чемпионка Европы 2012 года в упражнении на брусьях, многократный призёр чемпионатов мира и Европы. Трёхкратная победительница Юношеских Олимпийских игр 2010 года, победительница I Европейских игр 2015 года в Баку.

## Спортивная карьера

### Начало карьеры
Вика родилась в гимнастической семье. Отец Александр Комов — мастер спорта по спортивной гимнастике, старший брат Александр занимался гимнастикой, а мать Вера Колесникова — Заслуженный мастер спорта по спортивной гимнастике, чемпионка мира 1985 (Монреаль, Канада) в командном первенстве, победительница Игр доброй воли — 1986. Именно она начала давать пятилетней Виктории первые гимнастические уроки. Когда Вике исполнилось 7 лет, Вера Колесникова привела её тренироваться в СДЮСШОР им. Ю. Штукмана к тренерскому дуэту, Геннадию Борисовичу Елфимову и Ольге Митрофановне Булгаковой.

### Сезон 2008
На международных соревнованиях «Гимнастический чемпионат Тихоокеанского кольца» в Сан-Хосе Виктория стала 3-й в многоборье, уступив только американкам Ребекке Бросс и Саманте Шапиро.
На Кубке Михаила Воронина Вике не было равных в многоборье, вольных упражнениях и опорном прыжке.

### Сезон 2009
На Европейском юношеском олимпийском фестивале в Тампере (Финляндия) Виктория осталась без награды только в вольных упражнениях, где стала 6-й, зато в её активе 3 золота (командное первенство, многоборье, брусья), серебро (бревно) и бронза (опорный прыжок).
На неофициальном чемпионате мира среди юниоров Japan Juniour International Competitions, который проходил в Японии, воронежская гимнастка завоевала пять (!) медалей: три золотые (многоборье, брусья, бревно), серебряную (прыжок) и бронзовую (вольные упражнения).
На Кубке Михаила Воронина 2009 Вика заняла первое место в многоборье, вольных упражнениях и брусьях, а также завоевала серебро на бревне.

### Сезон 2010

#### Чемпионат России
В 2010 году Виктория Комова впервые прошла по возрасту на Чемпионат России среди женщин и сразу оказалась в статусе одного из фаворитов. Вика начинала соревнования с вольных упражнений, по её блестящему началу стало очевидно, что она не просто одна из претендентов на «золото», а безусловный фаворит. В первом упражнении Виктория показала второй результат, уступив Анне Мыздриковой. На брусьях и на бревне ей не было равных, в опорном прыжке воронежская спортсменка набрала вторую сумму баллов, а по сумме четырёх упражнений 60, 875 балла, обошла Ксению Семёнову почти на три балла. Второе золото Виктория выиграла в командном первенстве в составе команды Центрального Федерального округа, за которую выступали также Юлия Иньшина , Ксения Семенова, Анна Павлова и Ксения Афанасьева.

#### Чемпионат Европы
На Чемпионате Европы 2010 в Бирмингеме Виктория вновь не осталась без наград. Она первенствовала в многоборье, опорном прыжке, упражнениях на бревне, праздновала победу с подругами по сборной (Марией Пасекой, Анастасией Сидоровой, Анастасией Гришиной и Виолеттой Маликовой) в командном первенстве. Свой золотой «улов» воронежская спортсменка разбавила серебром в упражнениях на брусьях, где уступила только своей соотечественнице Анастасии Гришиной. Успех на европейском первенстве позволил Виктории отобраться на I летние юношеские Олимпийские игры в Сингапуре.
16 апреля 2011 года В. Комовой было присвоено звание мастера спорта России международного класса

#### Летние юношеские Олимпийские игры
На I летних юношеских Олимпийских играх в Сингапуре Виктория завоевала 3 золотых и 1 бронзовую медаль. Сначала она стала абсолютной чемпионкой, на несколько баллов опередив Тан Сисинь из Китая. Затем Виктория праздновала победы в отдельных видах многоборья. Ей не было равных в опорном прыжке, где она набрала 15,312 балла, тогда как серебряный призёр Мария Варгас из Испании только 13,800. После побед в многоборье и в опорном прыжке Комова первенствовала на брусьях. Несмотря на ошибку при перелёте на нижнюю жердь Виктории хватило сложности, чтобы обойти китаянку Тан Сисинь. В финал упражнений на бревне Вика квалифицировалась со 2-м результатом, но два падения лишили её шансов побороться за медаль, отбросив на 7-ю строчку итогового протокола. В заключительной части программы — вольных упражнениях — спортсменка стала бронзовым призёром, пропустив вперёд китаянку Тан Сисинь и румынку Диану Булимар. Наставник Виктории Геннадий Елфимов объяснил не лучшее выступление своей ученицы в заключительный день соревнований утомительной допинг-процедурой:

«…Её продержали на допинг-контроле очень долго. В олимпийскую деревню приехали только в два часа ночи. Поэтому Вика очень мало спала. Это очень тяжелая нагрузка для детского организма. У неё было слишком мало времени на восстановление. Всё, что мы запланировали, Вика выполнила.
…» 

### Сезон 2011
В конце 2010 года травмировала лодыжку. После реабилитации Виктория поехала на чемпионат России, где снова травмировалась. Тренерский штаб принял решение отправить спортсменку для обследования в Германию, где немецкими врачами была проведена артроскопическая операция.
Первым стартом Вики после перенесённой операции стал Кубок России, где она с облегчёнными программами в вольных упражнениях и опорном прыжке стала серебряным призёром в абсолютном первенстве, а также выиграла в упражнении на бревне и разновысоких брусьях.
В октябре 2011 года В. Комова дебютировала на мировом первенстве в Токио. Первой медалью спортсменки стало серебро в командном первенстве. В финал абсолютного первенства она квалифицировалась с первым результатом, но в финале уступила американке Джордин Уибер лишь 0,033 балла. Также Виктория вышла в три финала отдельных видов многоборья: в упражнении на брусьях она завоевала титул чемпионки мира, на бревне упала и лишилась шансов на медаль, а в финале вольных упражнений не выступила по решению тренерского совета.

### Сезон 2012
В конце июля Виктория дебютировала на Олимпийских играх в Лондоне. Первой медалью спортсменки стало серебро в командном первенстве. В финал индивидуального многоборья она квалифицировалась с первым результатом, но в финале уступила американке Габриель Дуглас. Также Виктория вышла в финалы на двух снарядах: на брусьях и бревне.

### Сезон 2013
В январе Виктория вынуждена была оставить тренировки на базе «Озеро Круглое» из-за сильных болей в спине и отправиться в Воронеж для лечения и восстановления. Из-за этого она пропустила Чемпионат России, являющийся отборочным на Чемпионат Европы, который проходил в Москве. Таким образом Виктория не смогла выступить на этом старте. Также Вика не выступила на Универсиаде в Казани по состоянию здоровья и потому, что к тому времени не являлась студенткой. Затем Виктория полностью восстановилась и, по словам тренеров, была готова конкурировать на Чемпионате мира в Антверпене, однако в последние дни перед Кубком России заболела серозным менингитом, из-за чего вынуждена была пропустить Чемпионат мира.

### 2014—2016
В конце 2013 года Виктория подвернула ногу, садясь на улице в машину. Три недели спустя, в январе 2014 года она участвовала в воронежском этапе эстафеты олимпийского огня. Едва восстановившись, вновь получила травму на тренировке.
В 2015 году участвовала в чемпионате мира в Глазго, где выиграла золотую медаль в упражнении на брусьях вместе с Дарьей Спиридоновой, Мэдисон Кошан и Фань Илинь. Все четыре гимнастки получили одинаковую оценку в 15.366 балла, хотя у каждой была разная базовая сложность. Впоследствии правила были пересмотрены, чтобы при одинаковых набранных баллах выше ставился гимнаст, заявляющий более высокую базовую сложность.
В том же году выиграла командное первенство Европейских игр в Баку. На Олимпиаду в Рио-де-Жанейро поехать не смогла, так как получила двустороннюю травму позвоночника.
В связи с проблемами с позвоночником Виктория в 2016 году завершила свою спортивную карьеру.

## Результаты
| Год  | Турнир                                        | Место проведения | Вид программы         | Место | Очки    | Место (квалиф.) | Очки (квалиф.) |
| ---- | --------------------------------------------- | ---------------- | --------------------- | ----- | ------- | --------------- | -------------- |
| 2010 | Чемпионат России по спортивной гимнастике     | Пенза            | Командное первенство  | 1     | 173.750 |                 |                |
| 2010 | Чемпионат России по спортивной гимнастике     | Пенза            | Многоборье            | 1     | 60.875  |                 |                |
| 2010 | Чемпионат России по спортивной гимнастике     | Пенза            | Разновысокие брусья   | 2     | 14.600  |                 |                |
| 2010 | Чемпионат Европы по спортивной гимнастике     | Бирмингем        | Командное первенство  | 1     | 173.750 |                 |                |
| 2010 | Чемпионат Европы по спортивной гимнастике     | Бирмингем        | Разновысокие брусья   | 2     | 15.200  | 6               | 13.450         |
| 2010 | Чемпионат Европы по спортивной гимнастике     | Бирмингем        | Бревно                | 1     | 14.900  | 2               | 14.625         |
| 2010 | Чемпионат Европы по спортивной гимнастике     | Бирмингем        | Опорный прыжок        | 1     | 14.950  | 1               | 14.425         |
| 2010 | Чемпионат Европы по спортивной гимнастике     | Бирмингем        | Многоборье            | 1     | 58.375  | 2               | 57.050         |
| 2010 | Летние юношеские Олимпийские игры 2010        | Сингапур         | Многоборье            | 1     | 61.250  | 1               | 61.000         |
| 2010 | Летние юношеские Олимпийские игры 2010        | Сингапур         | Опорный прыжок        | 1     | 15.312  | 1               | 15.700         |
| 2010 | Летние юношеские Олимпийские игры 2010        | Сингапур         | Разновысокие брусья   | 1     | 14.525  | 1               | 15.600         |
| 2010 | Летние юношеские Олимпийские игры 2010        | Сингапур         | Вольные упражнения    | 3     | 14.175  | 1               | 14.550         |
| 2010 | Летние юношеские Олимпийские игры 2010        | Сингапур         | Бревно                | 7     | 12.00   | 2               | 15.150         |
| 2011 | Кубок России по спортивной гимнастике         | Екатеринбург     | Абсолютное первенство | 2     | 58.875  | 3               | 57.150         |
| 2011 | Кубок России по спортивной гимнастике         | Екатеринбург     | Разновысокие брусья   | 1     | 15.875  | 1               | 15.800         |
| 2011 | Кубок России по спортивной гимнастике         | Екатеринбург     | Бревно                | 1     | 15.525  | 4               | 14.800         |
| 2011 | Кубок мира по спортивной гимнастике           | Гент             | Разновысокие брусья   | 1     | 15.650  | 2               | 15.300         |
| 2011 | Кубок мира по спортивной гимнастике           | Гент             | Бревно                | 5     | 13.850  | 1               | 2.150          |
| 2011 | XLIII чемпионат мира по спортивной гимнастике | Токио            | Командное первенство  | 2     | 175.329 | 2               | 231.062        |
| 2011 | XLIII чемпионат мира по спортивной гимнастике | Токио            | Абсолютное первенство | 2     | 59.349  | 1               | 60.157         |
| 2011 | XLIII чемпионат мира по спортивной гимнастике | Токио            | Разновысокие брусья   | 1     | 15.500  | 1               | 15.733         |
| 2011 | XLIII чемпионат мира по спортивной гимнастике | Токио            | Бревно                | 8     | 13.766  | 1               | 15.400         |
| 2011 | XLIII чемпионат мира по спортивной гимнастике | Токио            | Вольные упражнения    | WD    |         | 5               | 14.491         |
| 2012 | 29 чемпионат Европы по спортивной гимнастике  | Брюссель         | Командное первенство  | 2     | 175.536 | 2               | 172.562        |
| 2012 | 29 чемпионат Европы по спортивной гимнастике  | Брюссель         | Разновысокие брусья   | 1     | 15.666  | 1               | 15.508         |
| 2012 | 29 чемпионат Европы по спортивной гимнастике  | Брюссель         | Бревно                | 6     | 13.100  | 3               | 14.916         |
| 2012 | Летние Олимпийские игры 2012                  | Лондон           | Командное первенство  | 2     | 178.530 | 2               | 180.429        |
| 2012 | Летние Олимпийские игры 2012                  | Лондон           | Многоборье            | 2     | 61.973  | 1               | 60.632         |
| 2012 | Летние Олимпийские игры 2012                  | Лондон           | Разновысокие брусья   | 5     | 15.666  | 3               | 15.833         |
| 2012 | Летние Олимпийские игры 2012                  | Лондон           | Бревно                | 8     | 13.166  | 2               | 15.266         |
| 2015 | Европейские игры 2015                         | Баку             | Командное первенство  | 1     | 116.897 |                 |                |
| 2015 | XLVI Чемпионат мира по спортивной гимнастике  | Глазго           | Разновысокие брусья   | 1     | 15.366  | 2               | 15.300         |

* WD — снялась с соревнований.

## Созданные элементы
Уже будучи юниоркой Виктория Комова имела элемент в комбинации, названный в честь неё. В следующем году (2011) Виктория представляет миру новый перелёт.
| Название элемента | Снаряд              | Когда добавлен в Code of Points                      | Описание элемента                                                 | Группа сложности | Тип элемента                   |
| ----------------- | ------------------- | ---------------------------------------------------- | ----------------------------------------------------------------- | ---------------- | ------------------------------ |
| Комова 1          | Разновысокие брусья | Юношеские Олимпийские Игры в Сингапуре 2010          | Закладка с последующим перелётом Шапошниковой с поворотом на 180° | Е (+0,5)         | Перелет на высокую перекладину |
| Комова 2          | Разновысокие брусья | Чемпионат мира по спортивной гимнастике в Токио 2011 | Закладка с последующим перелётом Шапошниковой                     | Е (+0,5)         | Перелет на высокую перекладину |

## Вне карьеры гимнастки
В свободное время Вика любит вышивать, рисовать и проводить время со своим домашним питомцем Кутей, щенком породы ши-тцу, которого получила в подарок после Чемпионата Европы 2010.
В 2024 году Виктория открыла собственный детский центр спортивной гимнастики «СпортИдикс».

## Награды
- Медаль ордена «За заслуги перед Отечеством» I степени (13 августа 2012 года) — за большой вклад в развитие физической культуры и спорта, высокие спортивные достижения на Играх XXX Олимпиады 2012 года в городе Лондоне (Великобритания)[28]
- Знак Губернатора Московской области «Во славу спорта» (28 октября 2009 года)[29].

## Премии
- Золотой пьедестал — «Лучший спортсмен августа»[30]
- Серебряная лань (23 апреля 2012)[31]

## Видеоматериалы
- Юношеская Олимпиада: яркий успех Вики Комовой
- Виктория Комова прошлась по магазинам
- В Москве встречали юношескую олимпийскую сборную, прилетевшую из Сингапура
- Триумфаторов юношеской Олимпиады принимали на высшем уровне